# Lara Baladi
Lara Baladi, född 1969 i Beirut, Libanon, är en libanesisk konstnär. Baladi har studerat i London och Paris, och är verksam i Kairo, Egypten. Hon arbetar med fotografiska collage, installationer och video.